# فلینت هیل (شهرستان راپاناک، ویرجینیا)
فلینت هیل (به انگلیسی: Flint Hill) یک منطقهٔ مسکونی در ایالات متحده آمریکا است که در شهرستان راپاناک، ویرجینیا واقع شده‌است. فلینت هیل ۲۰۹ نفر جمعیت دارد.